# PARC
Future Concepts division (преди това Palo Alto Research Center, PARC и Xerox PARC) е научноизследователска компания със седалище Пало Алто, Калифорния, САЩ, известна с многобройните си приноси за развитието на информационните технологии. Основана е през 1969 г. от Джейкъб Е. Голдман, главен научен ръководител на Xerox Corporation, като подразделение на Xerox, чиято задача е да създава продукти и хардуерни системи, свързани с компютърните технологии. До 2002 г. се нарича Xerox PARC, след което става самостоятелен филиал на Xerox, който започва да работи с различни търговски и държавни партньори.
За разлика от съществуващата изследователска лаборатория на Xerox в Рочестър, Ню Йорк, която се фокусира върху усъвършенстването и разширяването на бизнеса с копирни машини на компанията, „Лабораторията за напреднали научни изследвания и системи“ на Голдман има за цел да създаде нови технологии в областта на напредналата физика, материалознанието и компютърните науки.
През 2002 г. Xerox отделя Palo Alto Research Center Incorporated като изцяло притежавано дъщерно дружество. В края на април 2023 г. Xerox обявява, че подарява лабораторията на SRI International.

## Постижения
Сред многобройните научни и технологически разработки на компанията са:
- Лазерния принтер, 1971 г.
- Smalltalk, първият компютърен език за обектно ориентирано програмиране, 1972 г.
- WYSIWYG принципът и първият WYSIWYG текстов редактор Bravo, който е предшественик на Microsoft Word
- Графичен потребителски интерфейс (GUI), използващ прозорци и икони
- Ethernet, 1973 г., мрежов протокол[9], който се превръща в международен стандарт.
- Съвременния персонален компютър
- Електронната хартия
- Компютърната мишка
- Свръхголяма интеграция (VLSI) за полупроводници[10][5]
- Приложения на основата на аморфен силиций (a-Si)